# いざ来ませ、異邦人の救い主よ
いざ来ませ、異邦人の救い主よ（いざきませ、いほうじんのすくいぬしよ、Nun komm, der Heiden Heiland）は、ミラノのアンブロジウスによるとされるキリスト教の聖歌「来ませ、異邦人の贖い主よ」（Veni, Redemptor gentium）に基づくルーテル教会他の賛美歌。およびこの賛美歌に基づく各種の宗教曲。いざ来たりませ、異邦人の救い主よ（いざきたりませ、いほうじんのすくいぬしよ）とも訳す。
ルターが1524年にアンブロシウスのラテン語原文をドイツ語に翻訳し、訳詩に作曲を行った。ルターが作曲したコラール（讃美歌）は、ヨハン・ゼバスティアン・バッハの同名のカンタータに引用されて、信徒以外にも広く親しまれている。
ルターは第1行の「贖い主」を「救い主」に改めるほか、とりわけ処女からの生誕に関して数箇所で意訳を行い、自身の神学を訳文に反映させている。しかしほとんどの内容はそのまま残されており、本稿では両者を一体のものとして扱う。
「来ませ、異邦人の贖い主よ」およびそこから発展した「いざ来ませ、異邦人の救い主よ」は、典礼においては、カトリック教会やルーテル教会をはじめとする一部プロテスタント教会など、主に西方教会で、待降節（アドベント）に用いられる。例えばドイツ福音主義教会（ドイツのルーテル教会）では、「いざ来ませ、異邦人の救い主よ」がアドベント第1主日の指定コラール（ルター派の礼拝で説教の直前に歌われる賛美歌）となっている。

## 来ませ、異邦人の贖い主よ
「来ませ、異邦人の贖い主よ」の筆者がアンブロジウスであることは、同時代人の証言によりほぼ確実である。弟子アウグスティヌスおよび教皇ケレスティヌスがそれぞれこの詩に言及している。
現在に伝わる形はアンブロジウスの本来の詩の第二連から始まっている。本来の第一行は "Intende, qui regis Israel"。 スタンザはそれぞれ4行から成り、現在は8つのスタンザが歌われる。
ラテン語で書かれた原文が、中世後期より西ヨーロッパの各国語に訳され、先述のルター訳を含むドイツ語・英語などの翻訳がある。

### テキスト
[Intende, qui regis Israel,

Super Cherubim qui sedes,

Appare Ephraem coram, excita

Potentiam tuam et veni.]

Veni, Redemptor gentium;

Ostende partum virginis;

Miretur omne saeculum.

Talis decet partus Deum.

Non ex virili semine,

Sed mystico spiramine

Verbum Dei factum est caro

Fructusque ventris floruit.

Alvus tumescit virginis.

Claustrum pudoris permanet;

Vexilla virtutum micant,

Versatur in templo Deus.

Procedit e thalamo suo,

Pudoris aula regia,

Geminae gigas substantiae

Alacris ut currat viam.

Egressus eius a Patre,

Regressus eius ad Patrem;

Excursus usque ad inferos

Recursus ad sedem Dei.

Aequalis aeterno Patri,

Carnis tropaeo cingere,

Infirma nostri corporis

Virtute firmans perpeti.

Praesepe iam fulget tuum,

Lumenque nox spirat novum,

Quod nulla nox interpolet

Fideque iugi luceat.

Gloria tibi, Domine,

Qui natus es de virgine,

Cum Patre et sancto Spiritu,

In sempiterna saecula.
＊イタリック部分は典礼では用いられない。

## 作例
「来ませ、異邦人の贖い主よ」は、グレゴリオ聖歌に作例があり、その旋律はルター派の別のコラール「みことばもて主よ」に編曲して用いられたとも指摘される。
「いざ来ませ、異邦人の救い主よ」はルーテル教会（ルター派）で指定コラールとして用いられるため、これを取り込んだカンタータの作例が複数の作曲家にある。ヨハン・ゼバスティアン・バッハのものが現在もっとも著名。さらに同名のコラールの主題に基づく世俗曲もこの名で呼ばれることがある。
バッハによる同名のカンタータは2つ知られている。 
- いざ来ませ、異邦人の救い主よ (BWV61)
- いざ来ませ、異邦人の救い主よ (BWV62)